# ゴンバデ・カーブース
ゴンバデ・カーブース（ラテン文字：Gonbad-e Qabus、ペルシア語: برج گنبد قابوس）は、イラン・ゴレスターン州の同名の都市にある塔である。2012年にUNESCOの世界遺産に登録された。
街の中心部にあるこの塔の高さは約73m（土台部分の高さを含む）であり、世界で最も高い「完全レンガ造り」の塔である。
焼きレンガで製作された塔は土台部分が十角形、先端部分が円錐形で構成されており、黄金比Φの近似値である1.618の比率で建設されている。塔の内部にはムカルナスという装飾様式の初期の例が見られる。十角形の壁はおよそ3mの厚さで10辺に分かれており、中心からの距離は8.5mである。塔は科学的に綿密な設計に基づいて建築がなされており、塔の外部との入口から自身のエコーを聞くことができる。
ゴンバデ・カーブースは紀元後1006年にズィヤール朝の君主カーブース・ブン・ワシュムギール（ペルシア語: شمس المعالي قابوس بن وشمگير）の命により建設された。塔はズィヤール朝の首都であったジョルジャーンの古代都市の3km北に位置する。塔は1000年以上の時を経て現代にその姿をとどめている。
クーフィー体による碑文が塔の土台部分にアラビア語で書かれている。
هذا القصر العالي – لامير شمس المعالي – الامير قابوس ابن وشمگير – امر به بنائه في حياته – سنه سبع و تسعين – و ثلثمائه قمريه و سنه خمس و سبعين و ثلثمائه شمسيه
訳:シャムス・アル＝マアーリー王子（カーブース・ブン・ワシュムギールの別名）のために建設されたこの高い宮殿は、アミール・カーブース・ブン・ワシュムギールが自身が生きている間に建設を命じたものであり、ヒジュラ暦397年、ヒジュラ太陽暦375年に建設された。
碑文では塔はズィヤール朝の君主の墓として建設されたと明示していないが、スルターンの体は硝子の棺に入れて塔の天井部分から吊り下げられたと信じられている。

## 世界遺産
ゴンバデ・カーブースは建設1000年を迎えるにあたり世界遺産に登録されている。

### 登録基準
この世界遺産は世界遺産登録基準のうち、以下の条件を満たし、登録された（以下の基準は世界遺産センター公表の登録基準からの翻訳、引用である）。
- (1) 人類の創造的才能を表現する傑作。
- (2) ある期間を通じてまたはある文化圏において、建築、技術、記念碑的芸術、都市計画、景観デザインの発展に関し、人類の価値の重要な交流を示すもの。
- (3) 現存するまたは消滅した文化的伝統または文明の、唯一のまたは少なくとも稀な証拠。
- (4) 人類の歴史上重要な時代を例証する建築様式、建築物群、技術の集積または景観の優れた例。

## ゴンバデ・カーブース
ゴンバデ・カーブース（Gonbad-e Qāvus, Gonbad-e Qābus）はイランのゴレスターン州にある都市である。
ゴンバデ・カーブースにある塔はレンガで建設されており、ヒジュラ暦4世紀（西暦：11世紀）を代表する建築物である。この塔は15mのドーム状の丘にたっており、ゴンバデ・カーブースの中心地区に位置する。
イギリスの旅行作家、建築批評家であるロバート・バイロンは、この塔の写真がペルシアを訪れる動機となったと記している。塔を見て、彼はその質の高さに対する見解を崩さず、自身の著書「The Road to Oxiana」では、「ゴンバデ・カーブースは世界でも有数の偉大な建築物に入る」と記している。